# Schlossfestspiele Schwerin
Die Schlossfestspiele Schwerin finden seit 1993 jährlich an verschiedenen Veranstaltungsorten in Schwerin statt. Jedes Jahr werden dort verschiedene Operetten und Opern aufgeführt.

## Geschichte

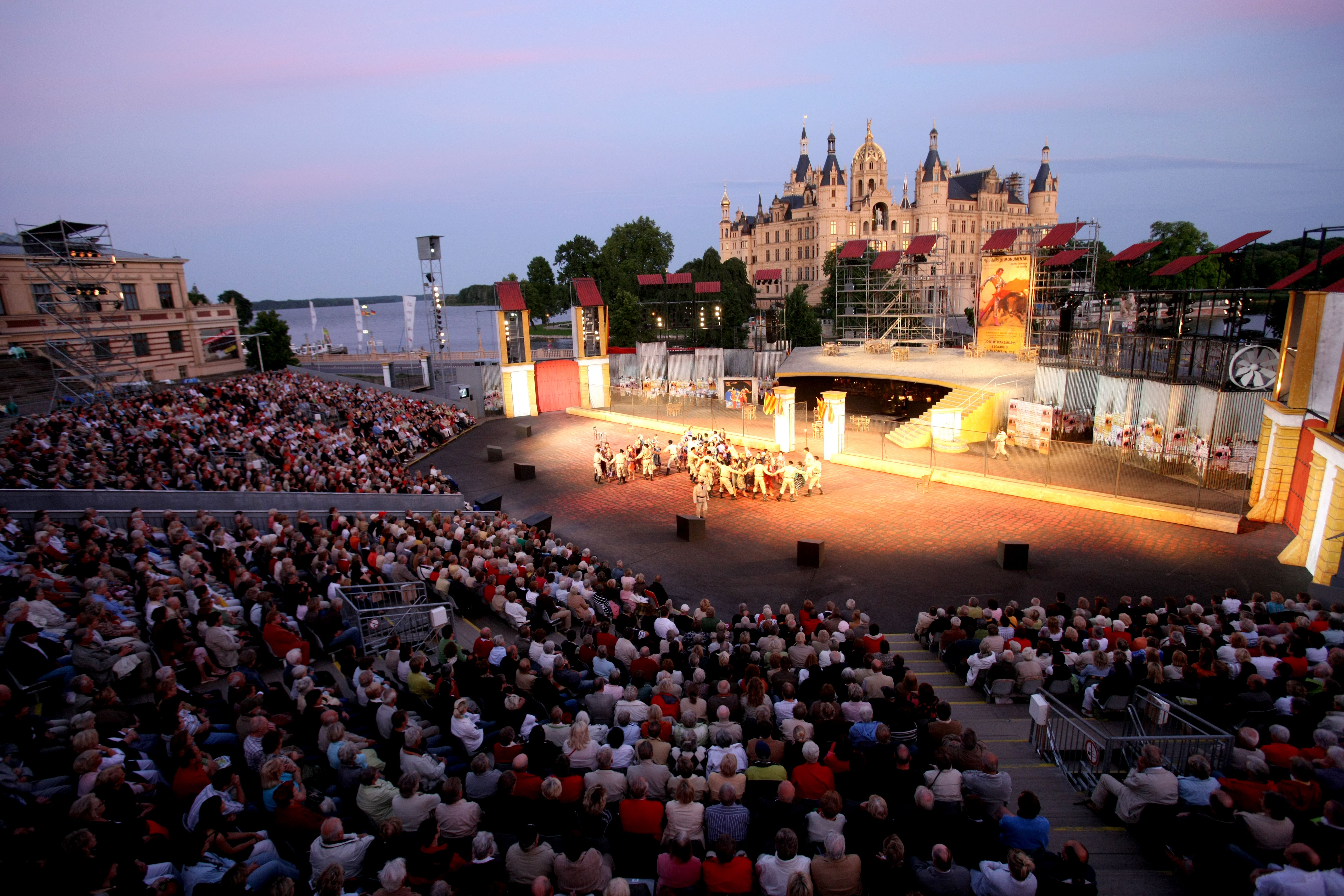
Schlossfestspiele 2008 – Carmen

Von 1993 bis 2021 fanden die Schlossfestspiele alljährlich im Alten Garten vor der Kulisse des Schweriner Schlosses, des Staatstheaters oder und des Staatlichen Museums stattfinden. 

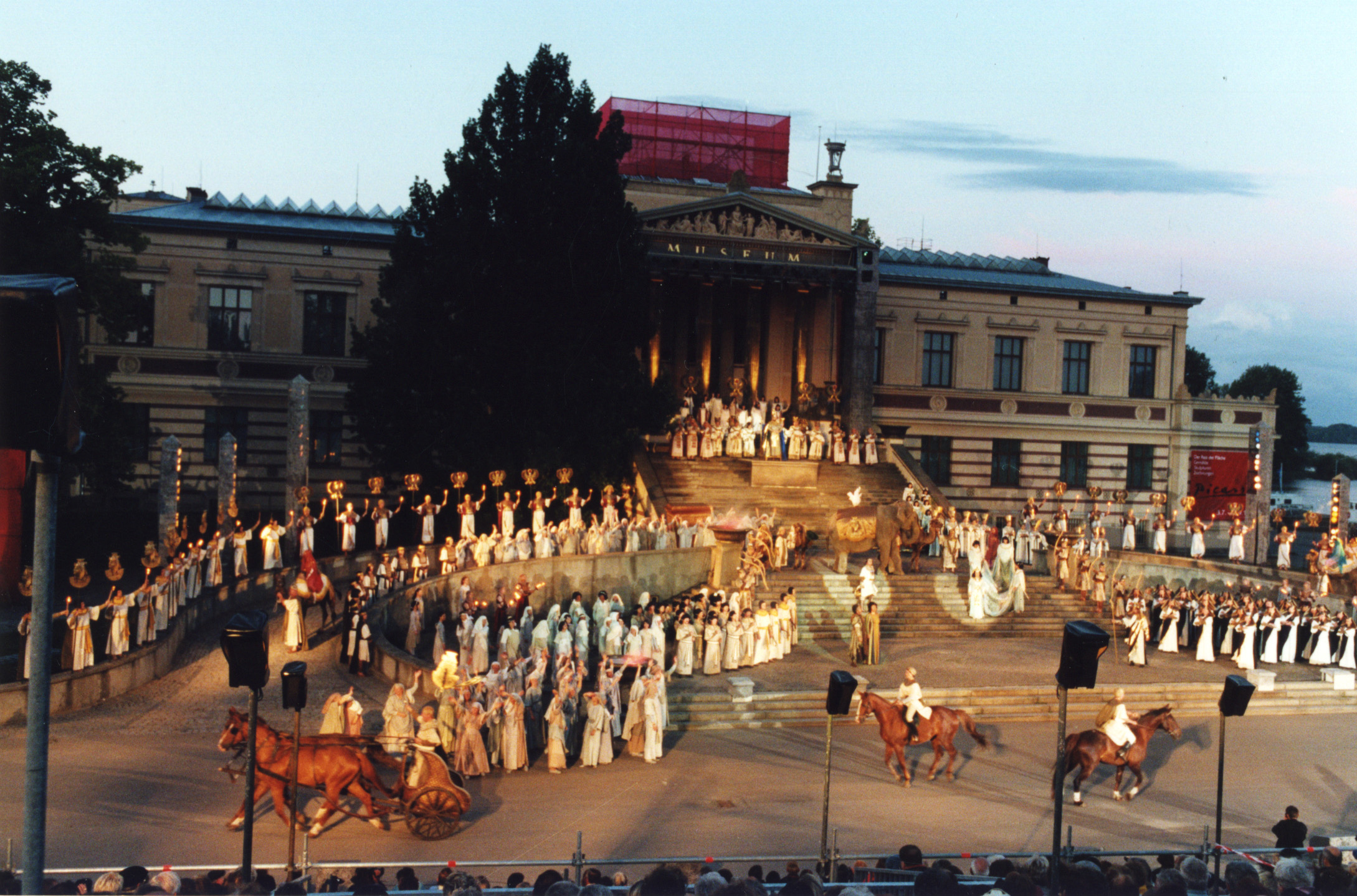
Schlossfestspiele 1999 – Aida

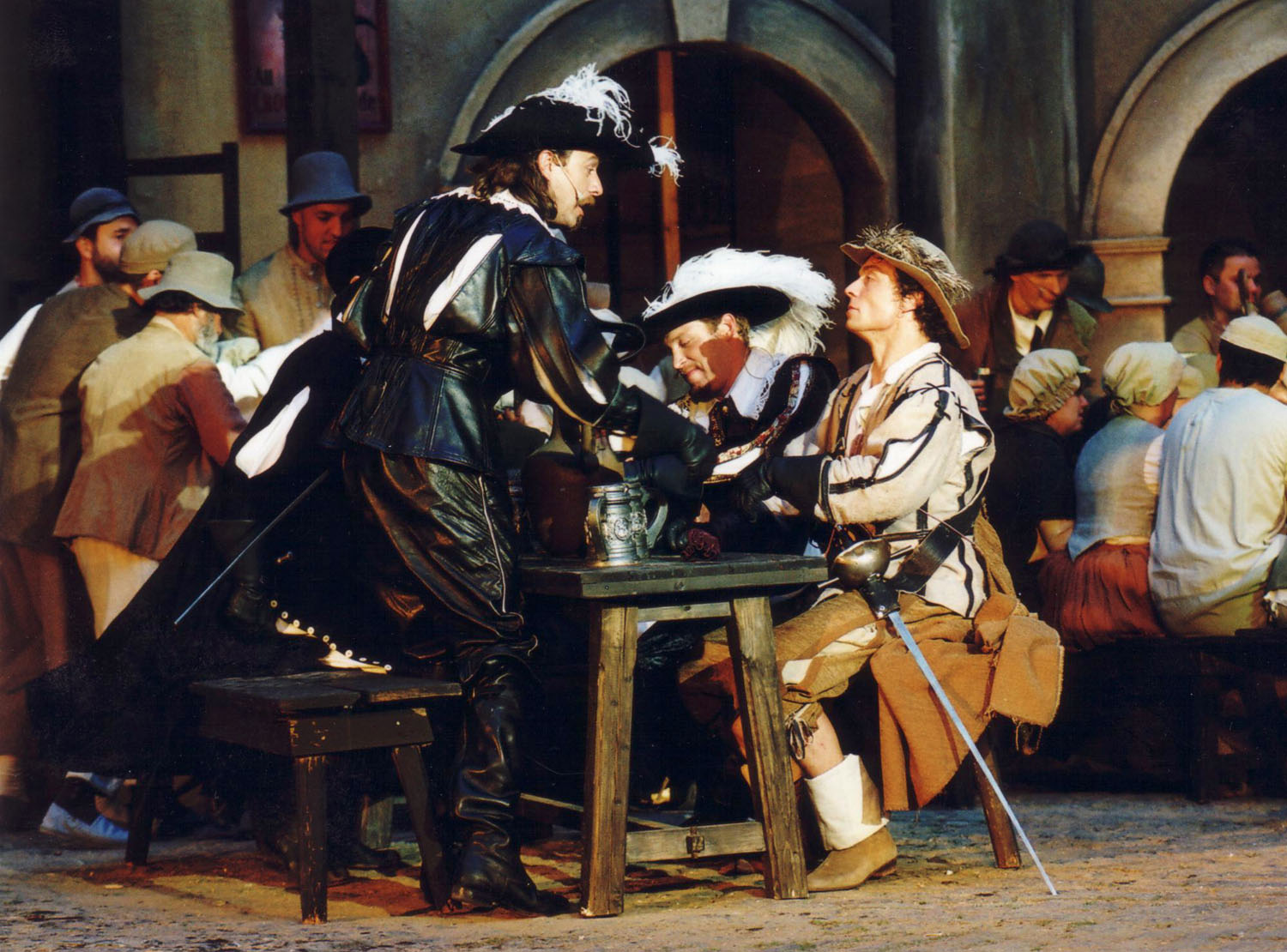
Schlossfestspiele 2000 – Die Drei Musketiere

2001 erreichten die Schlossfestspiele mit ca. 70.000 Besuchern einen bisherigen Besucherrekord.
2012 kooperierte das Mecklenburgische Staatstheater mit dem Circus Roncalli. In einem großen Zirkuszelt wurde Ruggero Leoncavallos Oper Der Bajazzo aufgeführt. 
2013 kehrte man mit der Operette Die Fledermaus von Johann Strauss in insgesamt 23 Vorstellungen zur gewohnten Spielstätte im Alten Garten zurück. Gastschauspieler war der Landarzt-Schauspieler Walter Plathe.
Von 2018 bis 2021 wurde parallel zur Musiktheaterproduktion am Alten Garten auch jährlich eine Schauspielproduktion im Innenhofes des Schweriner Schlosses aufgeführt. Die erste Inszenierung dieser Art war Dracula von Bram Stoker.
Seit 2022 gibt es keine Inszenierungen mehr im Alten Garten, stattdessen wurde vom Mecklenburgischen Staatstheater ein Programm vorgestellt, indem alle sechs Ensembles des Staatstheaters ein vielfältiges und abwechslungsreiches Programm präsentieren. Als neuer Veranstaltungsort für die Schlossfestspiele wurde die schwimmende Wiese am Schweriner Schloss bekanntgegeben. Das Programm umfasst Inszenierungen, Konzerte, Ballettgalas und Gastspiele von anderen Theatern.

## Übersicht der Inszenierungen und Veranstaltungen

### Übersicht der Inszenierungen
| Spielzeit | Spielzeitraum               | Inszenierung                                           | Inszenierungsart                                       | Komponist/ Autor                                       | Spielstätte                                            |
| --------- | --------------------------- | ------------------------------------------------------ | ------------------------------------------------------ | ------------------------------------------------------ | ------------------------------------------------------ |
| 001.      | 11. Juni – 18. Juli 1993    | Marlowe’s Faust                                        | Schauspiel                                             | Christopher Marlowe                                    | Schlosshof                                             |
| 002.      | 9. Juni – 17. Juli 1994     | Don Quichotte                                          | Schauspiel                                             | Jules Massenet                                         | Schlosshof                                             |
| 003.      | 8. Juni – 9. Juli 1995      | P.M.                                                   | Schauspiel                                             | Peter Dehler                                           | Schlosshof                                             |
| 004.      | 6. Juni – 30. Juni 1996     | Il trovatore                                           | Oper                                                   | Giuseppe Verdi                                         | Schlosshof                                             |
| 005.      | 3. Juni – 6. Juli 1997      | Il trovatore                                           | Oper                                                   | Giuseppe Verdi                                         | Schlosshof                                             |
| 006.      | 5. Juni – 12. Juli 1998     | Dame Kobold                                            | Schauspiel                                             | Pedro Calderón de la Barca                             | Schlosshof                                             |
| 007.      | 18. Juni – 1. August 1999   | Jedermann                                              | Schauspiel                                             | Hugo von Hofmannsthal                                  | Dominnenhof                                            |
| 007.      | 24. Juni – 1. August 1999   | Aida                                                   | Oper                                                   | Giuseppe Verdi                                         | Alter Garten                                           |
| 008.      | 22. Juni – 30. Juli 2000    | Die Drei Musketiere                                    | Schauspiel                                             | Alexandre Dumas                                        | Schlosshof                                             |
| 008.      | 2. Juli – 30. Juli 2000     | Savitri                                                | Oper                                                   | Gustav Holst                                           | Dominnenhof                                            |
| 008.      | 2. Juli – 30. Juli 2000     | Die Matrone von Ephesus                                | Oper                                                   | Charles Dibdin                                         | Dominnenhof                                            |
| 008.      | 8. August – 27. August 2000 | Non(n)sense                                            | Musical                                                | Dan Goggin                                             | Dominnenhof                                            |
| 009.      | 21. Juni – 29. Juli 2001    | Nabucco                                                | Oper                                                   | Giuseppe Verdi                                         | Alter Garten                                           |
| 009.      | 27. Juli – 12. August 2001  | Der Widerspenstigen Zähmung                            | Schauspiel                                             | William Shakespeare                                    | Dominnenhof                                            |
| 010.      | 13. Juni – 21. Juli 2002    | Turandot                                               | Oper                                                   | Giacomo Puccini                                        | Alter Garten                                           |
| 011.      | 12. Juni – 20. Juli 2003    | Don Carlos                                             | Oper                                                   | Giuseppe Verdi                                         | Alter Garten                                           |
| 011.      | 1. August – 24. August 2003 | Das große Welttheater                                  | Drama                                                  | Pedro Calderón de la Barca                             | Dominnenhof                                            |
| 012.      | 18. Juni – 18. Juli 2004    | Ein Maskenball                                         | Oper                                                   | Giuseppe Verdi                                         | Alter Garten                                           |
| 012.      | 30. Juli – 21. August 2004  | Der eingebildete Kranke                                | Schauspiel                                             | Molière                                                | Dominnenhof                                            |
| 013.      | 17. Juni – 24. Juli 2005    | Rigoletto                                              | Oper                                                   | Giuseppe Verdi                                         | Alter Garten                                           |
| 013.      | 2. August – 21. August 2005 | Ein Sommernachtstraum                                  | Schauspiel                                             | William Shakespeare                                    | Dominnenhof                                            |
| 014.      | 23. Juni – 6. August 2006   | La traviata                                            | Oper                                                   | Giuseppe Verdi                                         | Alter Garten                                           |
| 015.      | 29. Juni – 5. August 2007   | Der Troubadour                                         | Oper                                                   | Giuseppe Verdi                                         | Alter Garten                                           |
| 016.      | 4. Juli – 10. August 2008   | Carmen                                                 | Oper                                                   | Georges Bizet                                          | Alter Garten                                           |
| 017.      | 26. Juni – 31. Juli 2009    | Die Zauberflöte                                        | Oper                                                   | Wolfgang Amadeus Mozart                                | Alter Garten                                           |
| 017.      | 8. August – 30. August 2009 | Sorbas                                                 | Musical                                                | John Kander                                            | Alter Garten                                           |
| 018.      | 25. Juni – 1. August 2010   | Die Macht des Schicksals                               | Oper                                                   | Giuseppe Verdi                                         | Alter Garten                                           |
| 019.      | 17. Juni – 24. Juli 2011    | Der Freischütz                                         | Oper                                                   | Carl Maria von Weber                                   | Freilichtbühne im Schlossgarten                        |
| 020.      | 15. Juni – 22. Juli 2012    | Der Bajazzo                                            | Oper                                                   | Ruggero Leoncavallo                                    | Alter Garten                                           |
| 021.      | 14. Juni – 21. Juli 2013    | Die Fledermaus                                         | Operette                                               | Johann Strauss                                         | Alter Garten                                           |
| 022.      | 27. Juni – 3. August 2014   | Nabucco                                                | Oper                                                   | Giuseppe Verdi                                         | Alter Garten                                           |
| 023.      | 3. Juli – 9. August 2015    | La traviata                                            | Oper                                                   | Giuseppe Verdi                                         | Alter Garten                                           |
| 024.      | 8. Juli – 14. August 2016   | Aida                                                   | Oper                                                   | Giuseppe Verdi                                         | Alter Garten                                           |
| 025.      | 30. Juni – 6. August 2017   | West Side Story                                        | Musical                                                | Leonard Bernstein                                      | Alter Garten                                           |
| 026.      | 22. Juni – 28. Juli 2018    | Tosca                                                  | Oper                                                   | Giacomo Puccini                                        | Alter Garten                                           |
| 026.      | 1. Juli – 1. August 2018    | Dracula                                                | Schauspiel                                             | Bram Stoker                                            | Schlossinnenhof des Schweriner Schlosses               |
| 027.      | 21. Juni – 20. Juli 2019    | Anatevka                                               | Musical                                                | Jerry Bock                                             | Alter Garten                                           |
| 027.      | 27. Juni – 27. August 2019  | Cyrano de Bergerac                                     | Schauspiel                                             | Edmond Rostand                                         | Schlossinnenhof des Schweriner Schlosses               |
| 0–        | 2020                        | Keine Inszenierungen – Auf Grund von COVID-19 abgesagt | Keine Inszenierungen – Auf Grund von COVID-19 abgesagt | Keine Inszenierungen – Auf Grund von COVID-19 abgesagt | Keine Inszenierungen – Auf Grund von COVID-19 abgesagt |
| 028.      | 11. Juni – 10. Juli 2021    | Titanic                                                | Musical                                                | Maury Yeston                                           | Alter Garten                                           |
| 028.      | 13. Juni – 10. Juli 2021    | Die Schildbürger                                       | Schauspiel                                             | diverse                                                | Schlossinnenhof des Schweriner Schlosses               |
| 029.      | 23. Juni – 17. Juli 2022    | Bastien und Bastienne                                  | Oper                                                   | Wolfgang Amadeus Mozart                                | Freilichtmuseum Mueß                                   |
| 029.      | 25. Juni – 16. Juli 2022    | Wie es euch gefällt                                    | Schauspiel                                             | William Shakespeare                                    | Schlossinnenhof des Schweriner Schlosses               |
| 030.      | Ab 24. Juni 2023            | De Bär                                                 | Schauspiel                                             | Johannes Gillhoff                                      | Freilichtmuseum Mueß                                   |
| 030.      | Ab 1. Juli 2023             | Little Miss Sunshine                                   | Musical                                                | James Lapine                                           | Schlossinnenhof des Schweriner Schlosses               |

1. ↑  niederdeutsche Textfassung von Manfred Brümmer unter dem Namen Bastian un Barbara

### Übersicht der Veranstaltungen
| Spielzeit | Datum                          | Veranstaltung                                   | Art                 | Komponist/Autor                           | Spielstätte                              |
| --------- | ------------------------------ | ----------------------------------------------- | ------------------- | ----------------------------------------- | ---------------------------------------- |
| 01.       | 24. Juni – 10. Juli 2022       | Wölfe                                           | Oper                | Helena Tulve & Nina Gühlstorff            | Mecklenburgisches Staatstheater Schwerin |
| 01.       | 01. & 2. Juli 2022             | Carmina Burana – Oh Fortuna!                    | Konzert             | Carl Orff                                 | Schwimmende Wiese am Schweriner Schloss  |
| 01.       | 01. & 2. Juli 2022             | Connexion                                       | Ballettgala         | –                                         | Mecklenburgisches Staatstheater Schwerin |
| 01.       | 03. & 04., 10. & 11. Juli 2022 | Dogs!                                           | Musical (Gastspiel) | Heiner Kondschak                          | Schwimmende Wiese am Schweriner Schloss  |
| 01.       | 7. Juli 2022                   | Beethoven IX mit Ode „An die Freude“            | Konzert             | Ludwig van Beethoven & Friedrich Schiller | Schwimmende Wiese am Schweriner Schloss  |
| 01.       | 8. Juli 2022                   | TA TA TA TÜ!                                    | Konzert             | –                                         | Schwimmende Wiese am Schweriner Schloss  |
| 01.       | 9. Juli 2022                   | MeckProms: In 80 Takten um die Welt             | Konzert             | –                                         | Schwimmende Wiese am Schweriner Schloss  |
| 01.       | 15. & 16. Juli 2022            | Stewart Copeland: Police Deranged for Orchestra | Konzert             | Stewart Copeland                          | Schwimmende Wiese am Schweriner Schloss  |
| 02.       | Ab 22. Juni 2023               | Connexion                                       | Ballettgala         | –                                         | Mecklenburgisches Staatstheater Schwerin |
| 02.       | 2023                           | Feuer, Wasser, Erde, Luft                       | Konzert             |                                           | Schwimmende Wiese am Schweriner Schloss  |